# Игналинское районное самоуправление
Игналинское районное самоуправление (лит. Ignalinos rajono savivaldybė) — административно-территориальная единица Утенского уезда Литвы. Центр — город Игналина. На 2020 год в районе проживало 14 443 человека. Территория 1447 км². На территории района находится большая часть Аукштайтского национального парка.

## История
Игналинский район был образован 20 июня 1950 года из 44 апилинк упраздненного Швенчёнского уезда. В 1950—1953 годах входил в Вильнюсскую область. 7 декабря 1959 года к Игналинскому району были присоединены части территорий упразднённых Дукштасского и Швенчёнельского районов.

## Население
| 1959    | 1970    | 1989    | 1996    | 1997    | 1998    | 1999    | 2000    | 2001    | 2002    | 2003    | 2004    |
| ------- | ------- | ------- | ------- | ------- | ------- | ------- | ------- | ------- | ------- | ------- | ------- |
| 37 955  | ↘33 090 | ↗59 757 | ↘24 772 | ↘24 256 | ↘23 708 | ↘23 341 | ↘23 088 | ↘23 033 | ↘22 952 | ↘22 653 | ↘21 944 |
| 2005    | 2006    | 2007    | 2008    | 2009    | 2010    | 2011    | 2012    | 2013    | 2014    | 2015    | 2016    |
| ↘21 463 | ↘20 893 | ↘20 368 | ↘19 838 | ↘19 415 | ↘18 961 | ↘18 468 | ↘18 030 | ↘17 568 | ↘17 141 | ↘16 806 | ↘16 325 |
| 2017    | 2018    | 2019    | 2020    | 2021    | 2022    | 2023    |         |         |         |         |         |
| ↘15 892 | ↘15 366 | ↘14 868 | ↘14 430 | ↗14 782 | ↘14 464 | ↘14 120 |         |         |         |         |         |

## Населённые пункты
В районе находятся:
- 3 города — Диджясалис, Дукштас и Игналина;
- 3 посёлка — Мелагенай, Римше и Тверячюс;
- 726 деревень.

Самые крупные (2001):
- Игналина — 6 591
- Диджясалис — 1 744
- Видишкес — 1 084
- Дукштас — 1070
- Казитишкис — 383
- Стригайлишкес — 334
- Новые Дагулишки — 313
- Канюкай — 307
- Мелагенай — 286
- Римше — 274

## Староства
Район делится на 12 староств (в скобках — центр староства):
- Цейкинайское староство (лит. Ceikinių seniūnija; Цейкинай)
- Диджясальское староство (лит. Didžiasalio seniūnija; Диджясалис)
- Дукштасское староство (лит. Dūkšto seniūnija; Дукштас)
- Игналинское староство (лит. Ignalinos seniūnija; Игналина)
- Игналинское городское староство (лит. Ignalinos miesto seniūnija; Игналина)
- Казитишское староство (лит. Kazitiškio seniūnija; Казитишкис)
- Линкмянское староство (лит. Linkmenų seniūnija; Линкмянис)
- Мелагенское староство (лит. Mielagėnų seniūnija; Мелагенай)
- Науясис-Даугелишкское староство (лит. Naujojo Daugėliškio seniūnija; Науясис-Даугелишкис)
- Римшеское староство (лит. Rimšės seniūnija; Римше)
- Твярячское староство (лит. Tverečiaus seniūnija; Твярячюс)
- Видишкское староство (лит. Vidiškių seniūnija; Видишкес)

## Известные люди

### В районе родились
- Петраускас, Кипрас — оперный певец, народный артист СССР (1950)